# Condicionamento de ar

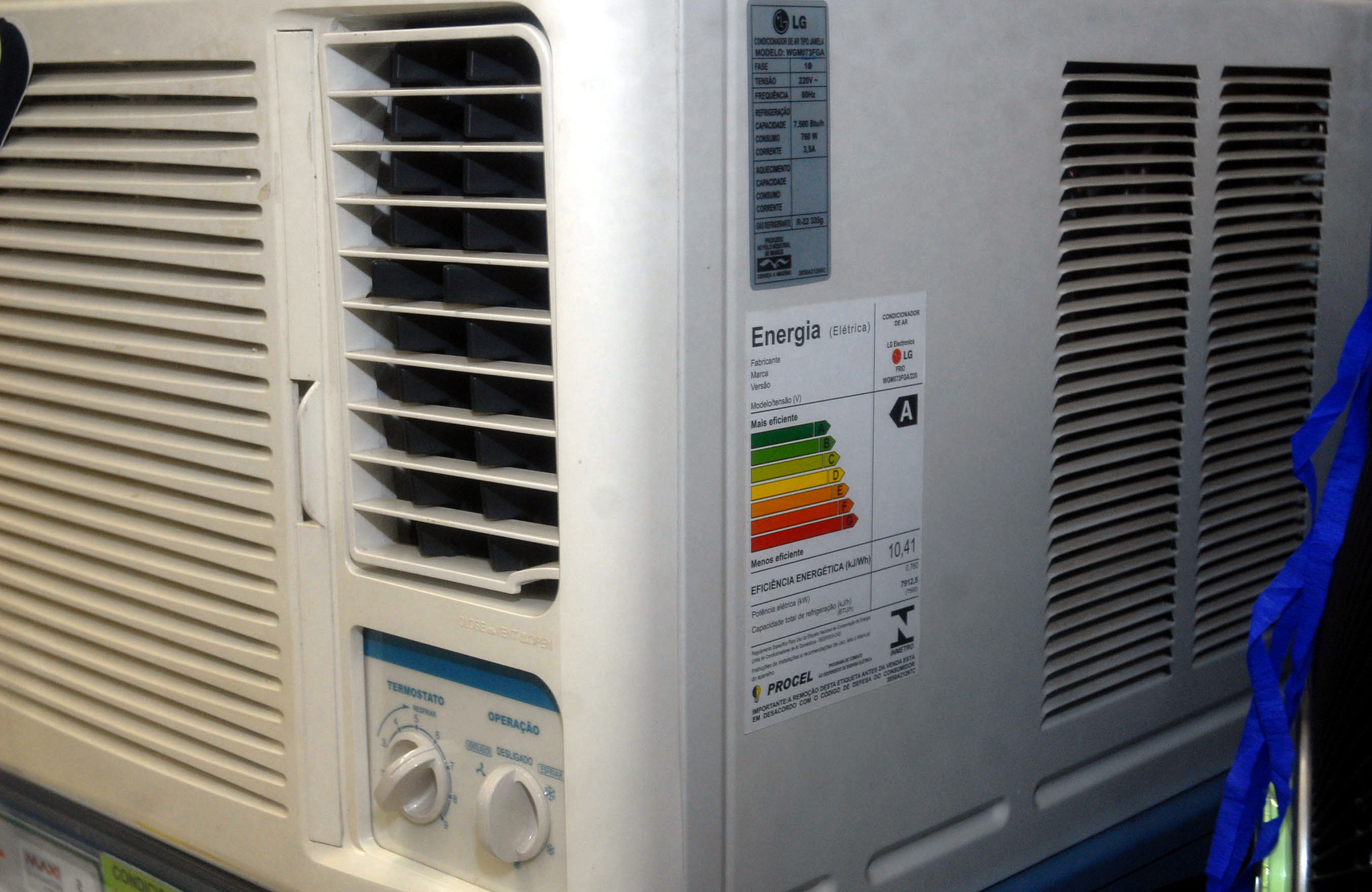
Aparelho de ar condicionado.

O condicionamento de ar é o processo de tratamento do ar interior em espaços fechados. Esse tratamento consiste em regular a qualidade do ar interior, no que diz respeito às suas condições de temperatura, umidade, limpeza e movimento. Para tal, um sistema de condicionamento de ar inclui as funções de aquecimento, arrefecimento, umidificação, renovação, filtragem e ventilação do ar. A função de desumidificação está normalmente associada à de arrefecimento. Alguns sistemas especiais podem incluir outras funções como a de pressurização do ar no interior de determinado espaço.
O condicionamento de ar é um dos elementos principais da tecnologia de AVAC (aquecimento, ventilação e ar condicionado).
O ar tratado num sistema de condicionamento de ar é designado "ar condicionado". Na linguagem corrente, o próprio processo de condicionamento de ar é referido como "ar condicionado". Por extensão, também são referidos como "ares condicionados" os aparelhos destinados ao condicionamento de ar.
A climatização constitui um processo semelhante ao condicionamento de ar, mas não inclui a função de umidificação ou outras das funções daquele.

## História
O condicionamento de ar já era aplicado na antiga Roma, onde a água de aquedutos era feita circular através das paredes de certas casas, para as arrefecer.
O inventor chinês do século II Ding Huan inventou um ventilador rotativo para condicionamento de ar. Este ventilador era constituído por sete rodas com 3 m de diâmetro e operado manualmente. Em 747, o Imperador Xuanzong, da dinastia Tang mandou construir, no seu palácio, o Salão Fresco (Liang Tian) que é descrito como tendo ventiladores, acionados a água, para condicionamento de ar, bem como esguichos de água a partir de fontes. Durante a subsequente dinastia Song, as fontes escritas mencionam uma utilização crescente de ventiladores rotativos de ar condicionado.

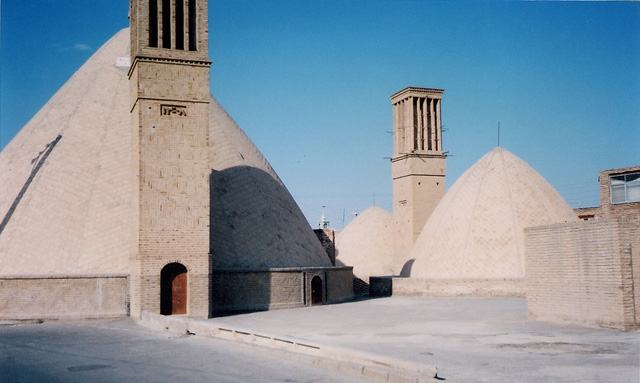
Badgirs no atual Irão.

Na Pérsia medieval existiam edifícios que usavam cisternas e torres de vento (badgirs) para o seu arrefecimento nas épocas quentes. As cisternas abertas — semelhantes a piscinas — recolhiam a água da chuva. As torres de vento dispunham de aberturas que captavam o vento e de cata-ventos que direcionavam o fluxo de ar para o interior do edifício, normalmente passando sobre a cisterna e saindo por uma torre de arrefecimento situada a jusante da direção do vento. As torres e outros captadores de vento foram amplamente usados no mundo islâmico medieval, onde eram usados para o condicionamento de ar em muitas cidades.
No Egito medieval, foram inventados ventiladores, usados em muitas casas do Cairo. A maioria destes ventiladores estavam orientados na direção da quibla, seguindo a orientação geral da cidade.
Na década de 1600, o inventor holandês Cornelius Drebbel fez a demonstração "transformando o verão em inverno", perante o Rei Jaime VI da Escócia e I de Inglaterra, através da adição de sal à água.
Em 1758, o norte-americano Benjamin Franklin e o britânico John Hadley conduziram uma experiência para explorar o princípio da evaporação como meio de arrefecer rapidamente um objeto. Franklin e Hadley confirmaram que a evaporação de líquidos altamente voláteis — como o álcool e o éter — poderiam ser usados para diminuir a temperatura de um objeto até ser inferior ao ponto de congelação da água. Os dois conduziram a sua experiência com o bolbo de um termómetro de mercúrio até aos 7 ºF (- 13,8 ºC), enquanto que a temperatura ambiente se mantinha nos 65 °F (18,3 °C). Benjamin Franklin notou que, logo depois de se passar o ponto de congelamento da água (32 °F / 0 °C), uma fina película de gelo formava-se à superfície do bolbo do termómetro e que a massa de gelo tinha uma espessura como cerca de 6 mm quando a experiência era parada ao atingir-se os 7 °F. Franklin concluiu que "Com esta experiência, pode-se ver a possibilidade de se gelar um homem até à morte num dia quente de verão".
Em 1820, o cientista britânico Michael Faraday descobriu que comprimir e liquefazer a amónia poderia resfriar o ar, quando a amónia liquefeita fosse permitida evaporar.
Em 1842, o médico norte-americano John Gorrie usou a tecnologia de compressor para criar gelo, o qual usava para arrefecer o ar para os pacientes do seu hospital em Apalachicola, Flórida. Ele esperava, eventualmente, usar a sua máquina de fazer gelo para regular a temperatura dentro dos edifícios. Ele até visionou futuros sistemas de ar condicionado central que pudessem arrefecer cidades inteiras. Apesar de seu protótipo ter vazamentos e funcionamento irregular, em 1851, foi concedida uma patente a Gorrie, pela sua máquina de fazer gelo.
A primeira unidade moderna de ar condicionado foi inventada em 1902 por Willis Carrier, em Buffalo, nos EUA. Depois de se formar em engenharia mecânica na Universidade Cornell, Carrier foi trabalhar para a empresa metalúrgica Buffalo Forge Company. Ali, Carrier iniciou experiências com o condicionamento de ar, como forma de resolver um problema prático para a empresa gráfica Sackett-Wihelms Lithographing and Publishing de Nova Iorque. A Sackett-Williams deparava-se com o seu trabalho prejudicado no verão, estação em que o papel absorvia a umidade do ar e se dilatava. Por outro lado, as cores impressas nos dias úmidos não se alinhavam nem se fixavam com as cores impressas em dias mais secos, o que gerava imagens borradas e obscuras.
Carrier teorizou que poderia retirar a umidade da gráfica pelos resfriamento do ar. Segundo aquele princípio, projetou e construiu o primeiro aparelho de ar condicionado, que iria iniciar a sua operação a 17 de julho de 1902. Projetado para melhorar o controlo do processo de produção na gráfica, a invenção de Carrier controlava, não apenas a temperatura, mas também a umidade. Carrier usou o seu conhecimento em aquecimento de objetos com vapor e reverteu o processo. Em vez de enviar ar através de serpentinas quentes, enviou-o através de serpentinas frias, cheias com água fria. O ar, soprado através das serpentinas frias, era arrefecido e podia-se assim controlar a quantidade de umidade nele contida. Por sua vez, a temperatura na sala poderia ser também controlada. Os baixos níveis de calor e umidade destinavam-se a manter constantes as dimensões do papel e do alinhamento da tinta. Mais tarde, a tecnologia de Carrier foi aplicada para aumentar a produtividade nos postos de trabalho e a crescente procura daquela tecnologia levou à criação da empresa Carrier Air Conditioning Company of America, hoje uma grande indústria de AVAC. Com o passar do tempo, o ar condicionado veio a ser usado também para o conforto interior em residências e em automóveis. Na década de 1950, a utilização de ares condicionados domésticos expandiu-se de forma dramática.
Em 1906, outro norte-americano, Stuart W. Cramer, estava a explorar formas de adicionar umidade ao ar, na sua fábrica têxtil. Cramer criou o termo "condicionamento de ar" — usando-o num pedido de patente efetuado naquele ano — em analogia com o termo "condicionamento de água", então um bem conhecido processo para tornar os têxteis mais fáceis de processar. Combinou a umidade com a ventilação para condicionar e alterar o ar das fábricas, controlando a umidade tão necessária na indústria têxtil. Willis Carrier adotou também o termo e incorporou-o no nome da sua empresa. Este tipo de evaporação de água no ar, para produzir um efeito de arrefecimento, é agora conhecida como "arrefecimento evaporativo".
Os primeiros ares condicionados e frigoríficos empregavam gases tóxicos ou inflamáveis como a amónia, o clorometano e o propano, o que poderia resultar em acidentes fatais se houvesse um vazamento. Para os substituir, Thomas Midglev Junior criou o freon em 1928. O nome "freon" constitui uma marca comercial detida pela multinacional DuPont, aplicando-se a qualquer refrigerante dos tipos clorofluorcarboneto (CFC), CFC hidrogenado (HCFC) ou hidrofluorcarboneto (HFC). O nome específico de cada um indica a sua composição molecular (ex.: R-11, R-12, R-22 e R-134A). A mistura mais utilizada no ar condicionado de conforto de expansão direta é um HCFC conhecido como "clorodifluorometano" ou "R-22". Deverá deixar de ser utilizado em equipamentos novos em 2010 e completamente descontinuado em 2020. O R-12 constituía uma mistura muito utilizada em ares condicionados de automóveis, sendo substituído pelo R-134A. Têm se desenvolvido vários tipos de refrigerantes menos prejudiciais para a camada de ozono — como o R-410A — aos poucos substituindo os antigos refrigerantes mais nocivos.
A inovação em termos de tecnologia de ar condicionado têm vindo a continuar, agora com uma ênfase colocada no aumento da eficiência energética e na melhoria da qualidade do ar interior. A redução do impacto em termos de mudanças climáticas constitui uma importante área de inovação, uma vez que, além das emissões de gás associadas ao uso de energia pelos sistemas de ar condicionado, os CFC, HCFC e HFC são, eles próprios potentes gases de estufa, quando vazados para a atmosfera. Por exemplo, o R-22 (também conhecido como "HCFC-22") tem um potencial de aquecimento global cerca de 1800 vezes superior ao do dióxido de carbono (CO2). Como uma alternativa aos refrigerantes convencionais, têm sido propostas alternativas naturais como o CO2 (R-744).

## Efeito entrópico
Apesar do ar condicionado contribuir eficientemente para o conforto das pessoas, isso só acontece num meio ambiente como num escritório, numa sala, num hall, etc., mas por outro lado, no entorno do próprio meio climatizado, a solução mostra-se conflitante com o primeiro e segundo princípio da termodinâmica. Sem considerar o consumo excessivo da energia elétrica, consumida e dissipada na atmosfera, por ocasião do processo de intercâmbio de calor do agente refrigerador, essas unidades quando instaladas em locais onde possui pouca ventilação — tais como galerias de lojas, prismas de ventilação e etc — causam no mesmo ambiente em que vivem pessoas o temido efeito entrópico, antes só previsto em teorias do caos, e, como sabem os engenheiros, com o equilíbrio termodinâmico, não pode existir trabalho.
Para não poluir diretamente o meio ambiente onde circulam as pessoas, a solução encontrada pelos montadores foi a instalação de condensadores remotos e torres de refrigeração no topo dos prédios, no entanto, mesmo assim, metade da energia consumida com o trabalho de climatização continua sendo simplesmente lançada na atmosfera sob a forma de calor, o que representa uma perda muito grande para o consumidor pagante e um prejuízo sem retorno para o ecossistema, nesse sentido começam a ser elaborados, aparelhos de climatização compactos que podem funcionar no mesmo ambiente climatizado e sem condensadores externos. Esses aparelhos, que dispõem de uma câmara de condensação do agente refrigerante integrada no próprio corpo do compressor, contam com a câmara resfriada com a própria água de consumo com a função de capturar o calor do condensador e compressor, transferindo-o para o meio hídrico para uso posterior em banhos.
Alguns sistemas de refrigeração especiais, que usam água de subsolo como suporte de climatização, também estão sendo desenvolvidos para uso em prédios antigos ou arquiteturas não voltadas para climatização ambiental. O sistema integrado de condensação é um sistema semifechado que elimina a condensação remota oferecendo, ao usuário, um mínimo de manutenção.

## Aplicações do condicionamento de ar
Segundo as suas aplicações principais, o condicionamento de ar é dividido geralmente em ar condicionado de conforto e de processo.
Em ambas as aplicações do ar condicionado, o objetivo poderá ser não apenas o controlo da temperatura, mas também da humidade, da qualidade do ar e do movimento do ar de espaço para espaço.

### Ar condicionado de conforto

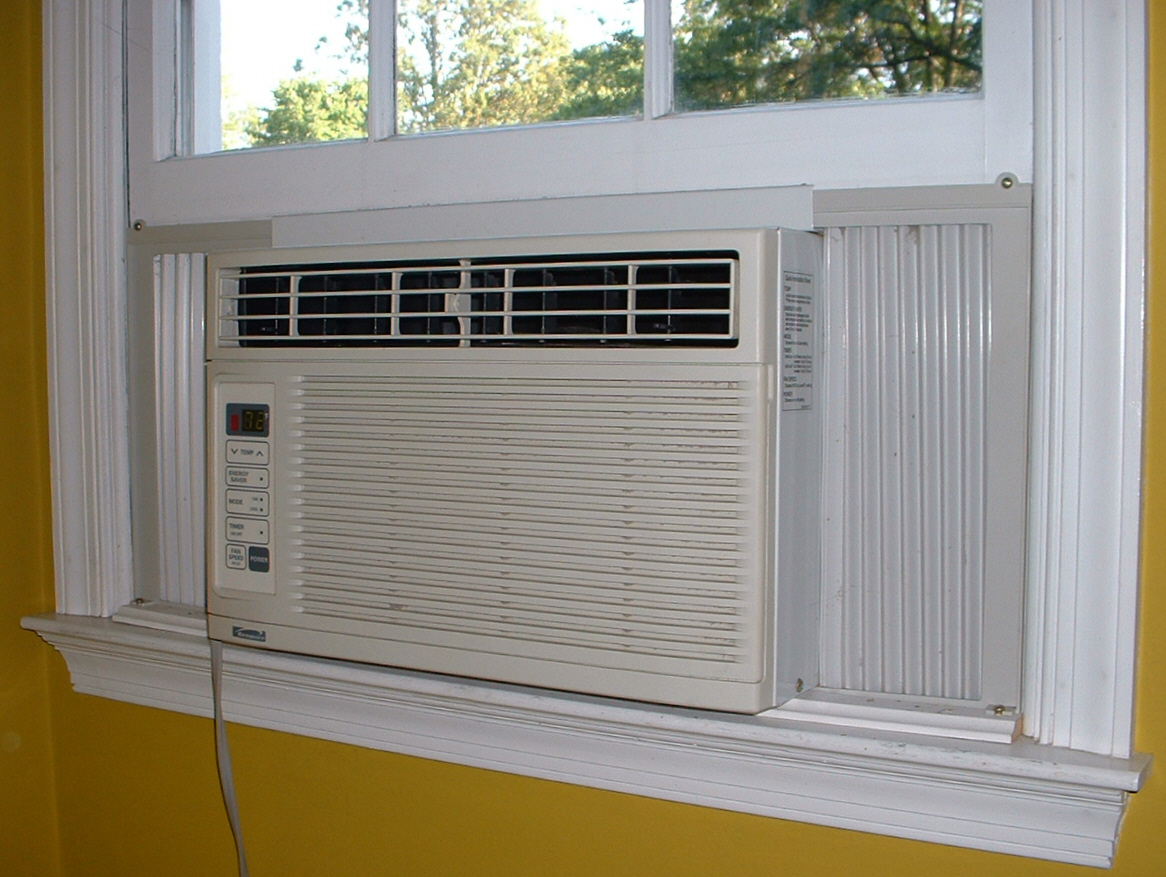
Unidade de evaporação interior de ar condicionado de conforto de uma habitação.

Em termos de conforto, as aplicações do ar condicionado têm como finalidade proporcionar um ambiente interior cujas condições se mantenham relativamente constantes, dentro dos padrões que ofereçam mais conforto às pessoas, apesar das variações das condições meteorológicas exteriores e das cargas térmicas interiores.
A existência de ar condicionado permite a viabilidade do projeto de edifícios com plantas em profundidade que, caso contrário teriam que ser mais estreitos ou com poços de respiração de modo a permitirem a que os seus espaços interiores recebessem suficiente ar do exterior através de ventilação natural. O ar condicionado também permite que os edifícios sejam mais altos, uma vez que a velocidade do vento aumenta significativamente com a altitude, tornando a ventilação natural impraticável em edifícios muito altos. As aplicações de conforto para os vários tipos de edifícios são bastante diferentes e podem ser categorizadas da seguinte maneira:
1. Edifícios residenciais baixos — incluindo casas monofamiliares e pequenos edifícios de apartamentos;
2. Edifícios residenciais altos — incluindo grandes blocos de apartamentos e hotéis;
3. Edifícios de comércio e serviços — incluindo edifícios de escritórios, restaurantes, centros comerciais e espaços industriais onde seja necessário o conforto dos trabalhadores;
4. Edifícios institucionais — incluindo hospitais, repartições públicas e escolas;
5. Veículos de transporte — incluindo automóveis, comboios, embarcações, aeronaves e espaçonaves.[14]

### Ar condicionado de processo

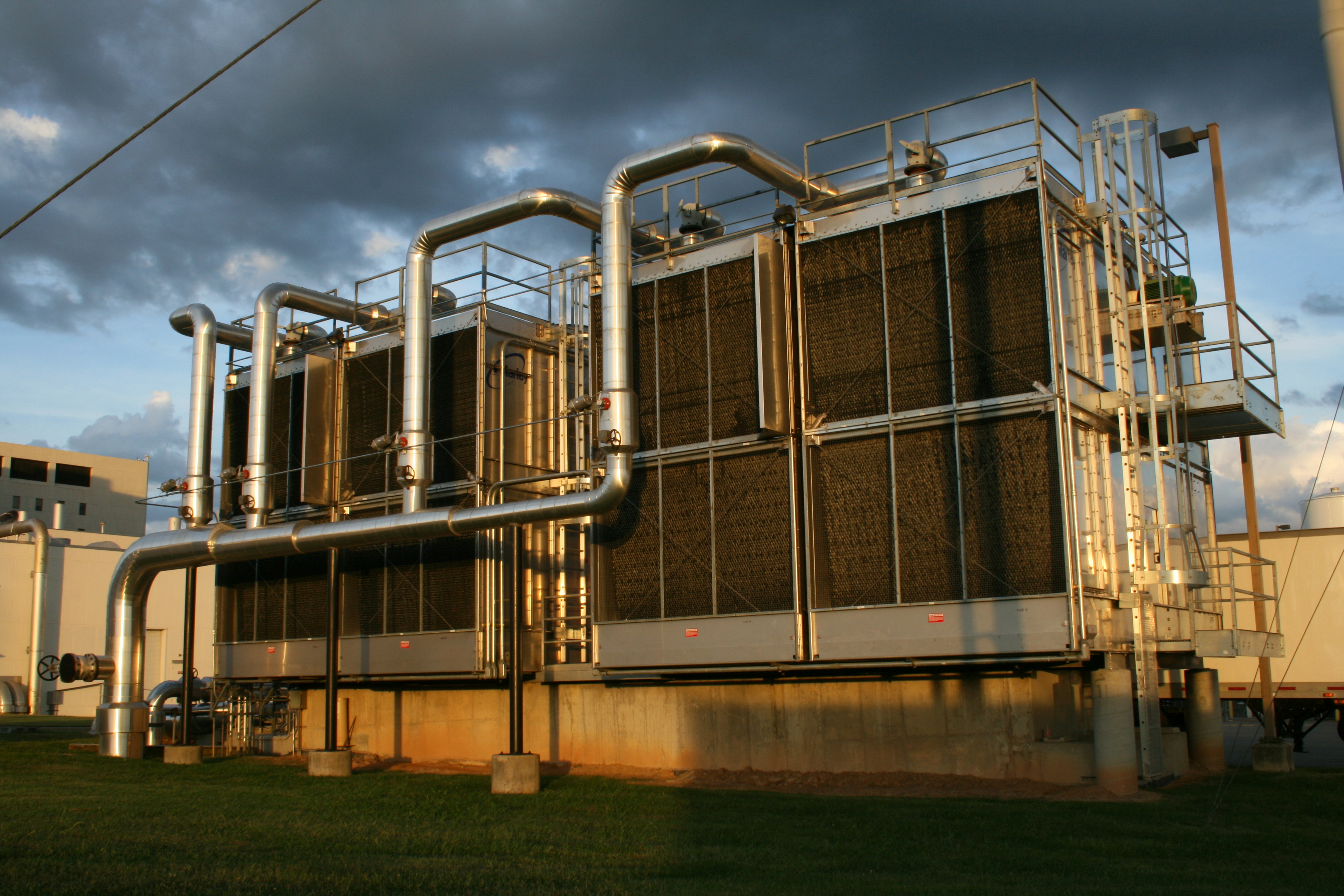
Unidade de ar condicionado de processo, de um hospital.

Em termos de processo, o ar condicionado destina-se a garantir condições ambientais adequadas à execução de um determinado processo, independentemente da carga térmica e umidade interiores e das condições meteorológicas exteriores. Apesar destas condições ambientais se incluírem frequentemente dentro dos padrões de conforto humano, são as necessidades do processo que as determinam e não as necessidades humanas. Aplicações de ar condicionado de processo incluem:
1. Salas de cirurgia — nas quais, o ar é altamente filtrado para reduzir os riscos de infeção e a umidade é controlada para limitar a desidratação dos pacientes. Apesar das temperaturas se encontrarem dentro dos padrões de conforto, alguns procedimentos de especialidades, como as operações de coração aberto, necessitam de baixas temperaturas (cerca de 18 °C) e outros, como as que lidam com recém-nascidos, necessitam de temperaturas relativamente altas (cerca de 28 °C);
2. Salas limpas — para a produção de circuitos integrados, de produtos farmacêuticos e outros, cujos processos precisam de níveis muito elevados de limpeza do ar, bem como um estrito controlo da temperatura e umidade;
3. Viveiros para a criação artificial de animais — uma vez que muitos animais normalmente só se reproduzem na primavera, mantê-los em instalações com condições ambientais que refletem as daquela época permite a sua reprodução durante o ano inteiro;
4. Aeronaves — apesar de, normalmente, de destinar ao conforto dos passageiros e tripulação e ao arrefecimento do equipamento, as condições do ar condicionado das aeronaves constituem um desafio especial devido à alteração da densidade do ar associada às mudanças em termos de altitude;
5. Centros de processamento de dados;
6. Fábricas têxteis;
7. Instalações de testes de resistência mecânica;
8. Estufas e outras instalações para a criação de plantas;
9. Instalações nucleares;
10. Laboratórios químicos e biológicos;
11. Minas;
12. Instalações com ambientes industriais;
13. Cozinhas e outras instalações de processamento de alimentos.[14]

## Funções dos sistemas de ar condicionado

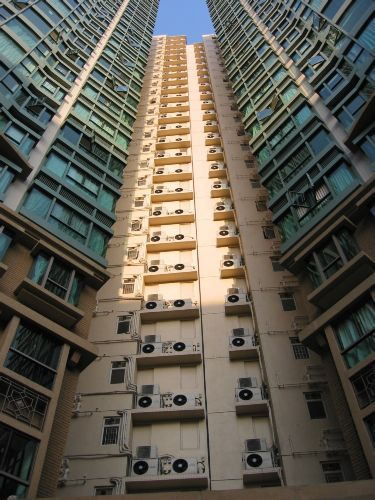
Unidades condensadoras exteriores na fachada de edifício em Hong Kong.

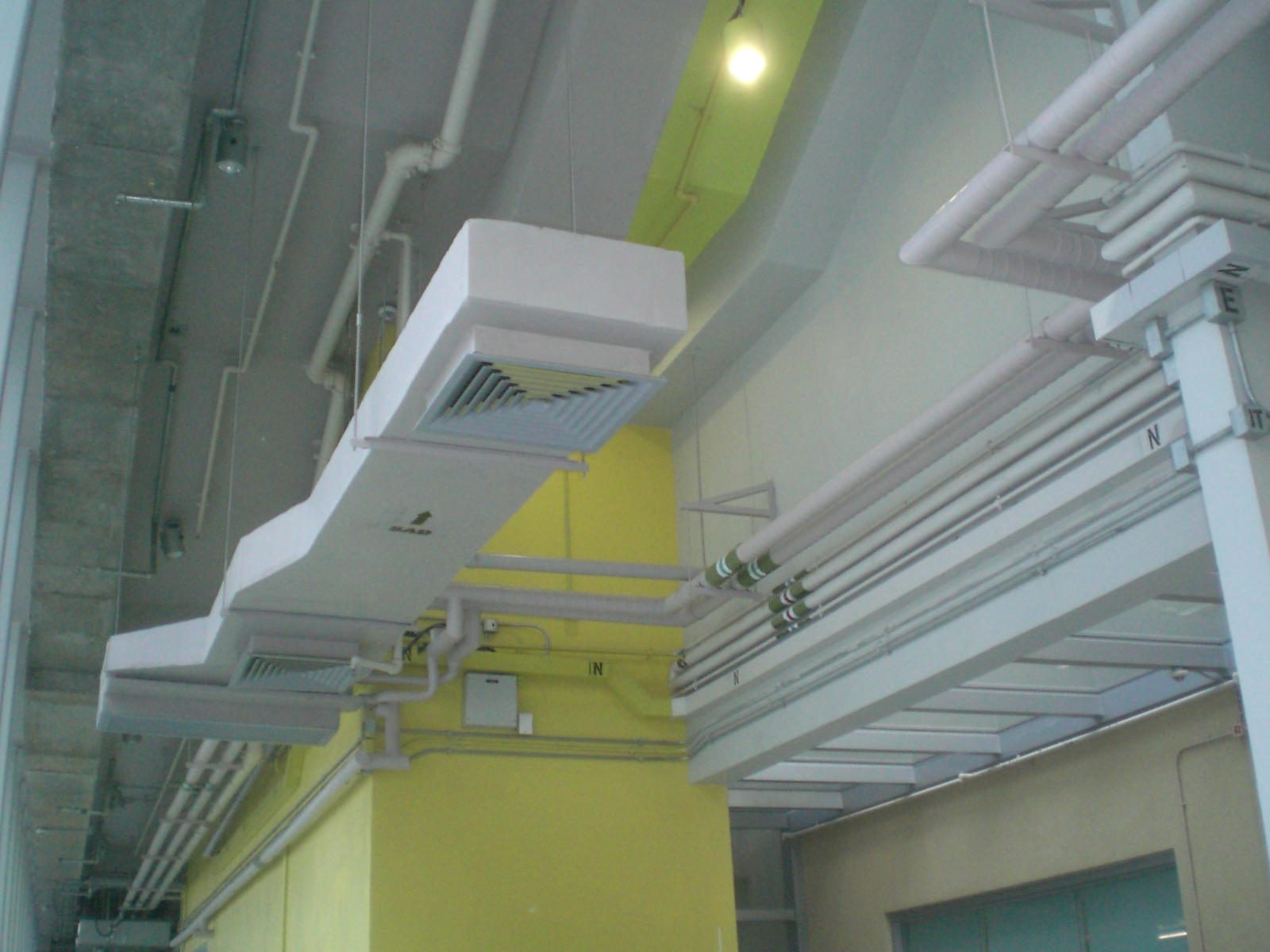
Condutas interiores de ar condicionado de um sistema centralizado.

Um sistema de ar condicionado deverá cumprir as seguintes funções:
1. Arrefecimento — no verão;
2. Desumidificação — no verão;
3. Aquecimento — no inverno
4. Umidificação — no inverno;
5. Ventilação — no verão e inverno;
6. Filtragem — no verão e inverno;
7. Circulação — no verão e inverno.[14]

Estas funções deverão realizar-se:
1. Automaticamente;
2. Sem ruídos e vibrações incómodas;
3. Com o menor consumo energético possível.[14]

### Arrefecimento e desumidificação
As funções de arrefecimento e de desumidificação realizam-se de forma simultânea nas baterias de refrigeração dos equipamentos de ar condicionado, normalmente no verão ou em outras épocas quentes e úmidas. Um elevada percentagem de umidade relativa do ar provocará uma sensação de incómodo e de peso. A umidade contida no ar que circula é eliminada por condensação efetuada quando este entra em contacto com a serpentina da bateria de arrefecimento, mantida a uma temperatura inferior à do ponto de orvalho.
Em instalações industriais, que obrigam a uma desumidificação em grande escala, podem ser aplicados sistemas separados para o efeito, os quais utilizam agentes absorventes de umidade como a sílica gel.

### Aquecimento
O aquecimento ou calefação do ar efetua-se — normalmente no inverno — na bateria de aquecimento, por meio de permutadores de calor a gás, de resistências elétricas ou de serpentinas de água quente ou vapor. Estas últimas, estão ligadas — através de tubagens e bombas — a caldeiras exteriores às unidades de tratamento de ar.
Para aplicações de ar condicionado de conforto, em sistemas a água fria, pode utilizar-se a mesma bateria tanto para refrigerar como para aquecer o ar, fazendo circular água quente pela serpentina no inverno e água fria no verão. Em sistemas de expansão direta, também se pode usar a mesma bateria, através do sistema de bomba de calor.

### Umidificação
No inverno, se o ar for aquecido sem se lhe aumentar a umidade, a umidade relativa do mesmo diminui, provocando a secagem das mucosas respiratórias, com os consequentes danos fisiológicos. A função de umidificação de um ar condicionado é, pois, efetuada no inverno através de umidificadores, colocados a jusante das baterias de aquecimento, uma vez que o ar mais quente absorve mais umidade.
Existem dispositivos que evaporam a água contida num tabuleiro, por meio de uma resistência elétrica blindada, a qual é controlada por um umidostato de ambiente e de condutas. Nos casos de grandes instalações, recorre-se a baterias umidificadoras que introduzem no ar água pulverizada em pequenas gotículas. Estas baterias, são também chamadas "lavadores de ar" uma vez que também cumprem essa função.
Para aplicações de ar condicionado de conforto, salvo em caso de climas muito secos, a experiência demonstra que não é necessário realizar a função de desumidificação, tendo em conta que as próprias pessoas fornecessem uma certa quantidade de umidade ao ambiente. Na verdade, os equipamentos padrão de conforto não trazem incorporados dispositivos de umidificação.

### Ventilação
A função de ventilação consiste na entrada de ar novo exterior, com o fim de renovar permanentemente o ar interior, nas proporções necessárias para se atingir e manter um adequado nível de pureza. Durante o processo de respiração das pessoas, existe o consumo de oxigénio e a emissão de dióxido de carbono, sendo portanto necessária a substituição do ar interior de um local fechado, para evitar que o mesmo fique viciado e com odores.
O ar novo e o ar recirculado penetram numa câmara de mistura, onde são misturados, sendo posteriormente tratados e introduzidos no local a ventilar. Alguns sistemas de ar condicionado não reaproveitam e recirculam o ar extraído, usando apenas o ar novo.

### Filtragem
A função de filtragem é feita pelos filtros e pré-filtros existentes nas unidades de tratamento de ar. Consiste em tratar o ar, através do uso de filtros adequados, com o fim de lhes retirar as poeiras, impurezas e outras partículas em suspensão. O grau de filtragem necessário, dependerá do grau de qualidade do ar interior que se quer obter e do grau de poluição do ar novo.
Para a limpeza do ar, empregam-se filtros, que normalmente são do tipo mecânico, os quais são compostos por elementos porosos que obrigam o ar que passa por eles a lá deixar as partículas de poeira que leva em suspensão.
Nas aplicações comuns de ar condicionado de conforto, usam-se filtros de poliuretano, de lã de vidro, de microfibras sintéticas ou de malha de aço ou alumínio embebida em azeite. Em instalações industriais ou laboratoriais e em outros casos especiais podem ser empregues filtros especiais, muito mais eficientes.
Num sistema de circulação de ar condicionado, o primeiro elemento é sempre um filtro, uma vez que o mesmo vai proteger não só o local climatizado, como os próprios equipamentos de ar condicionado.

### Circulação
A função de circulação é realizada pelo ventilador, uma vez que é necessário um certo movimento do ar nas zonas de permanência, com o fim de evitar a sua estagnação, ao mesmo tempo evitando que se formem correntes prejudiciais. A maioria das vezes, são usados ventiladores centrífugos, capazes de fazer circular os caudais de ar necessários, vencendo as resistências de fricção, mantendo um nível baixo de ruídos e vibrações.
Nos equipamentos destinados a pequenos locais, como os ares condicionados de janela ou os ventiloconvectores individuais, o ar é distribuído diretamente, mediante grelhas de distribuição e retorno incorporadas nos mesmos. No entanto, em equipamentos de maior envergadura que abastecem vários espaços ou ambientes, o ar deve ser canalizado — através de condutas, geralmente construídas em chapa de ferro galvanizado, convenientemente isoladas — até às unidades terminais de distribuição.

### Controlo automático
A automatização do funcionamento dos sistemas de ar condicionado realiza-se, basicamente, mediante termostatos que comandam o funcionamento dos aparelhos e de umidostatos para o controlo da umidade. O sistema de controlo automático constitui um dos aspetos primordiais no funcionamento dos ares condicionados dado que — uma vez que o projeto das instalações se efetua normalmente em função das condições mais desfavoráveis ou críticas — o ar condicionado deve funcionar corretamente adaptando-se a todas as variáveis climáticas e de utilização que se requerem, devendo, por isso, contar com os controlos automáticos adequados, especialmente no casos de necessidades mais reduzidas ou parciais.
Além disso, a optimização do consumo de cada uma das instalações em grandes edifícios, obriga adoção de um sistema de gestão técnica centralizada integral, que possibilite a operação de toda a instalação e a regulação do seu consumo energético, bem como uma diminuição dos custos de manutenção.
Assim, obtém-se o controlo direto de cada um dos parâmetros da instalação, proporcionando em tempo real a informação de tudo o que se está a passar no edifício, podendo tomar-se decisões sobre elementos que levam à poupança energética, tais como a seleção das condições interiores de conforto, a fixação de parâmetros de funcionamento (set-points), a regulação da iluminação e o regime de funcionamento de bombas de água.

### Consumo energético
Em 2020, o arrefecimento do ar é responsável por 10% do consumo de eletricidade do planeta.
O custo que a energia elétrica tem vindo a representar cada vez mais, associado à contribuição que o consumo energético tem para o aumento da poluição e do aquecimento global, faz com que esse consumo seja um elemento de importância vital para os sistemas de ar condicionado, que se caraterizam por serem uma tecnologia de grande consumo energético e onde a sua redução representa, por isso, uma das premissas básicas nos critérios de projeto.
Para isso, existem numerosas tecnologias e meios de aplicação que se centram fundamentalmente no ajuste das necessidades, na utilização de energias alternativas, no aumento da eficiência e da recuperação de energia e na utilização de aparelhos de alto rendimento.
Um uso apropriado do isolamento térmico do edifício constitui um elemento importante, uma vez que permite a utilização de aparelhos de ar condicionado de menor potência, levando a um consumo global de energia inferior, durante toda a vida útil do edifício. Por sua vez, o isolamento térmico reduz oa mínimo ad perdas de calor dos equipamentos, incluindo unidades de tratamento de ar, condutas e canalizações.
Por outro lado, é indispensável a adoção de soluções arquitetónicas que tenham em conta a necessidade de redução do consumo energético. Essas soluções podem incluir o aproveitamento da radiação solar, proteção contra essa radiação, ventilação natural e isolamento que reduza as infiltrações de frio ou calor.
É muito importante analisar a automatização dos circuitos de iluminação e o uso de lâmpadas de alto rendimento, bem como de reguladores que ajustem o nível de iluminação em função das necessidade reais.
No decorrer de cada ano de funcionamento de um sistema de climatização, existem períodos de tempo nos quais as caraterísticas do ambiente exterior do edifício são favoráveis para a climatização, o que poderá ser feito utilizando o ar exterior num sistema economizador de arrefecimento gratuito (free cooling), especialmente em meias estações.
Outro aspeto a considerar é o aumento da eficiência energética, mediante o fracionamento da potência dos equipamentos, com o objetivo de adaptar o condicionamento de ar à procura de calor do sistema. Isso é feito, parcializando as unidades de ar condicionado a fim de se conseguir, a cada instante, o regime de potência mais próximo do rendimento máximo. É recomendável a utilização da bomba de calor para o aquecimento — em vez de resistências elétricas — e a utilização do gás natural para arrefecimento com unidades refrigeradoras de água operando com o ciclo de absorção.
Como forma de poupança de energia também se pode utilizar a recuperação do calor de condensação, aproveitando o facto dos equipamentos frigoríficos gastarem grandes quantidades de calor no seu funcionamento, o qual pode ser recuperado para ser empregue em outras utilizações. O armazenamento de energia, através do congelamento da água nas horas noturnas quando a tarifa de energia elétrica é mais baixa, permite evitar os picos de consumo ao longo do dia, levando, por acréscimo, à redução do tamanho dos aparelhos de ar condicionado.

## Equipamentos de refrigeração do ar

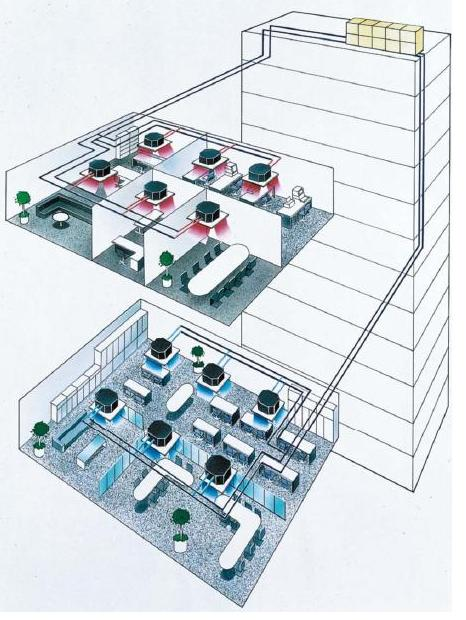
Esquema de um ar condicionado do sistema VRV.

Cada sistema de ar condicionado, inclui equipamentos de refrigeração destinados a arrefecer e a desumidificar o ar a ser tratado ou para resfriar a água que é enviada para as unidades de tratamento de ar. Todos estes sistemas funcionam com base no ciclo de refrigeração.
Segundo o tipo dos seus equipamentos de refrigeração do ar, os sistemas de ar condicionado classificam-se em dois grandes grupos: de expansão direta e de expansão indireta (água refrigerada).

### Expansão direta
Os equipamentos de expansão direta caraterizam-se por disporem de serpentinas onde expande um fluido refrigerante — absorvendo calor e arrefecendo o espaço em redor — que são atravessadas pelo ar a tratar, o qual é refrigerado pelo contato direto com elas.
Podem ser usados equipamentos compactos autocontidos que são aqueles que reúnem, numa única caixa ou unidade, todas as funções requeridas para o funcionamento do ar condicionado. A totalidade do ciclo de refrigeração é realizada no interior da caixa do equipamento. Exemplos destes tipos de aparelhos, são os comuns ares condicionados individuais de janela ou os do tipo roof top unit (unidades compactas de cobertura) ou RTU com maior capacidade, que permitem a distribuição de ar mediante condutas.
Os equipamentos split (separado) diferenciam-se dos sistemas compactos por estarem divididos em duas unidades ou caixas separadas, uma situada no exterior e outra no interior do local a climatizar. Esta separação tem como objetivo dividir as fases do ciclo de refrigeração, ficando a fase de evaporação no interior e a fase de condensação no exterior. Ambas as unidades estão unidas entre si, através de tubos por onde circula o refrigerante.
Os sistemas multi split constituem uma variante dos sistemas split. Dispõem de uma única unidade de condensação exterior, à qual se podem ligar duas ou mais unidades de evaporação interiores. Desenvolveram-se equipamentos deste tipo que permitem colocar uma grande número de unidades de evaporação, mediante a regulação do fluido refrigerante, as quais são conhecidas por "VRV (volume de refrigerante variável)".
Todos estes sistemas empregam ventiladores para fazerem circular o ar que arrefece o condensador e o ar que é tratado e arrefecido para ser introduzido no interior. Também existem sistemas refrigerados a água, nos quais a condensação do refrigerante é produzida mediante água em circulação através de bombas e tubagens, empregando uma torre de arrefecimento.

### Expansão indireta
Este tipo de sistema utiliza unidades de produção de água refrigerada (chillers), água essa que é distribuída pelos vários equipamentos de tratamento do ar, como as UTA, as UTAN ou os ventiloconvectores (fan-coils). Nestes equipamentos, existe uma serpentina — por onde circula a água fria — que é atravessada pelo ar a tratar, que em contacto com ela arrefece.

## Sistemas com caraterísticas especiais

### Ar condicionados de automóveis

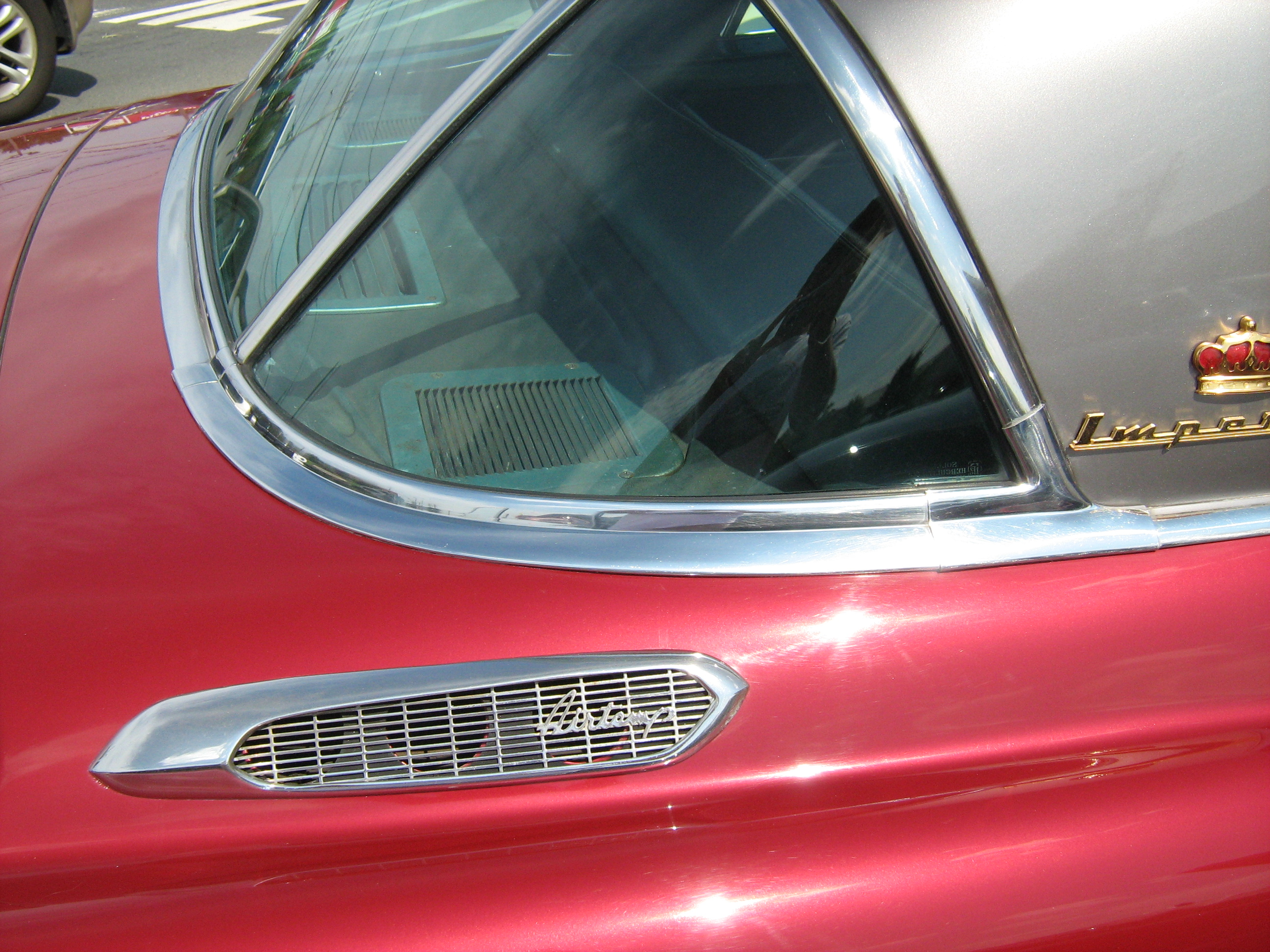
Chrysler Imperial de 1953 com ar condicionado de série.

Hoje em dia, muitos modelos de automóveis estão equipados com um sistema de ar condicionado, projetado de modo a dar uma maior sensação de conforto ao condutor e aos passageiros, durante as desconfortáveis viagens quentes e úmidas dentro de um veículo. Tem havido muito debate e discussão sobre o que o ar condicionado provoca em termos de eficiência no consumo de combustível de um veículo. Fatores como a resistência do vento, a aerodinâmica, a potência do motor e o peso do veículo têm que ser tidos em conta na busca pelo impacto real que o uso ou não uso do ar condicionado tem sobre o consumo de combustível. Outros factores, como o sobreaquecimento do motor de um veículo, também têm um impacto no sistema de arrefecimento do mesmo.
A Packard foi o primeiro fabricante de automóveis do mundo a introduzir ares condicionados nos seus carros, a partir de 1939. Estes ares condicionados eram opcionais e podiam ser instalados através de um pagamento adicional de 274 dólares (correspondendo a cerca de 4000 dólares ou 3000 euros atuais). O sistema ocupava metade de todo o espaço da bagageira, não sendo muito eficiente, sem termostato nem mecanismo de automático para desligar. A opção de ar condicionado foi descontinuada depois de 1941.
A maioria dos ares condicionados disponíveis para automóveis usavam um sistema de aquecimento separado e um compressor montado no motor, acionado pela cambota através de uma correia, com um evaporador instalado na bagageira para distribuir o ar refrigerado através de respiradouros na traseira e no teto do habitáculo de passageiros. Na década de 1950, foram desenvolvidos sistemas de ares condicionados totalmente montados na parte frontal dos automóveis.
Atualmente, a maioria dos condicionadores de ar automotivos funciona por um sistema de compressão de vapor. Esse sistema faz com que o calor presente no interior do veículo seja retirado, o que provoca uma redução na temperatura e propicia um maior conforto térmico para o condutor.
Funcionamento
Os sistemas de climatização veicular possuem quatro componentes básicos: compressor, condensador, dispositivo de expansão e evaporador.
O ciclo termodinâmico que ocorre no interior dos veículos começa com o fluido refrigerante no estado gasoso a uma temperatura próxima de 0°C. O compressor, que está acoplado ao motor, comprime o fluido rapidamente (compressão adiabática), fazendo com que a temperatura e a pressão aumentem; esta fica próxima do ponto de saturação (ponto no qual o gás fica no limite de sofrer uma transformação de estado) e aquela se eleva para aproximadamente 80°C. Após isso, o fluido, que está à alta temperatura e pressão, é levado ao condensador, onde troca calor com o meio externo. Como as temperaturas externas não são superiores a temperatura do fluido, este perde calor, liquefazendo-se. A seguir, o fluido sai do condensador no estado liquido e à temperatura relativamente alta, deslocando-se para o dispositivo de expansão, que, como o próprio nome já diz, expande o gás, fazendo com que a temperatura e a pressão sejam bruscamente reduzidas. A temperatura muda para aproximadamente 0°C. Finalmente, o gás é levado ao evaporador, que se localiza próximo ao painel do veículo, onde o fluido, por estar a uma temperatura inferior ao ambiente interno do automóvel, retira calor deste, o que proporciona a evaporação do fluido e a redução da temperatura interna do automóvel. Em seguida, o fluido volta para o compressor, repetindo o ciclo.
Funções dos componentes do sistema de climatização veicular
Compressor
O compressor, por estar ligado ao motor do carro, “rouba” parte da energia proveniente da combustão do combustível. Por esse motivo, o ar condicionado, mesmo não estando ligado, influencia no consumo de combustível do automóvel, pois aumenta a carga sobre o motor. Obviamente, quando o compressor está ligado (ar condicionado ligado) a influência é notoriamente maior. A potência dos veículos também é afetada, principalmente em automóveis com menor número de cilindradas.
Condensador
O condensador é posicionado em local que possua bom fluxo de ar, pois o ar externo é o responsável pela liquefação do fluido. Além disso, o condensador possui ventoinhas, que são acionadas em situações nas quais o fluxo de ar não é suficiente para a transformação de fase do fluido: quando o carro está parado, por exemplo. Os condensadores automotivos são providos de tubos metálicos nos quais o fluido refrigerante circula. O ar externo que entra em contato com o condensador circula por aletas soldadas a esses tubos. Inicialmente, os tubos eram feitos com ferro e cobre, contudo, devido a menor massa e à facilidade de reciclagem, o alumínio é o material mais utilizado atualmente.
Dispositivos de expansão
Existem dois tipos mais comuns de dispositivos de expansão, a válvula de expansão termostática e os tubos de orifício.  Ambos produzem o mesmo resultado: reduzem a pressão e a temperatura do fluido (no estado líquido) que sai do condensador, deixando-o nas condições ideais para se dirigir ao evaporador.
Evaporador
O evaporador é o local onde ocorre a evaporação do fluido refrigerante. Sua estrutura é bastante similar a do condensador, pois ambos são trocadores de calor que recebem ar, que faz com que o fluido mude de estado físico. A diferença é que o fluido no interior do evaporador está a uma temperatura muito menor. A temperatura do fluido no evaporador é menor que a do interior do veículo, o que faz com que o calor flua para o fluido, que se vaporizará.
Dispositivos auxiliares

Em muitos veículos, o evaporador e o condensador possuem dispositivos que auxiliam no melhor funcionamento do ciclo de climatização. O separador de vapor e o acumulador de líquido são dispositivos que estão posicionados, respectivamente, na saída do condensador e do evaporador. O objetivo do primeiro é fazer com que apenas o fluido no estado líquido seja direcionado para a válvula de expansão, analogamente, o objetivo do segundo é fazer com que apenas o fluido no estado gasoso seja levado ao compressor.

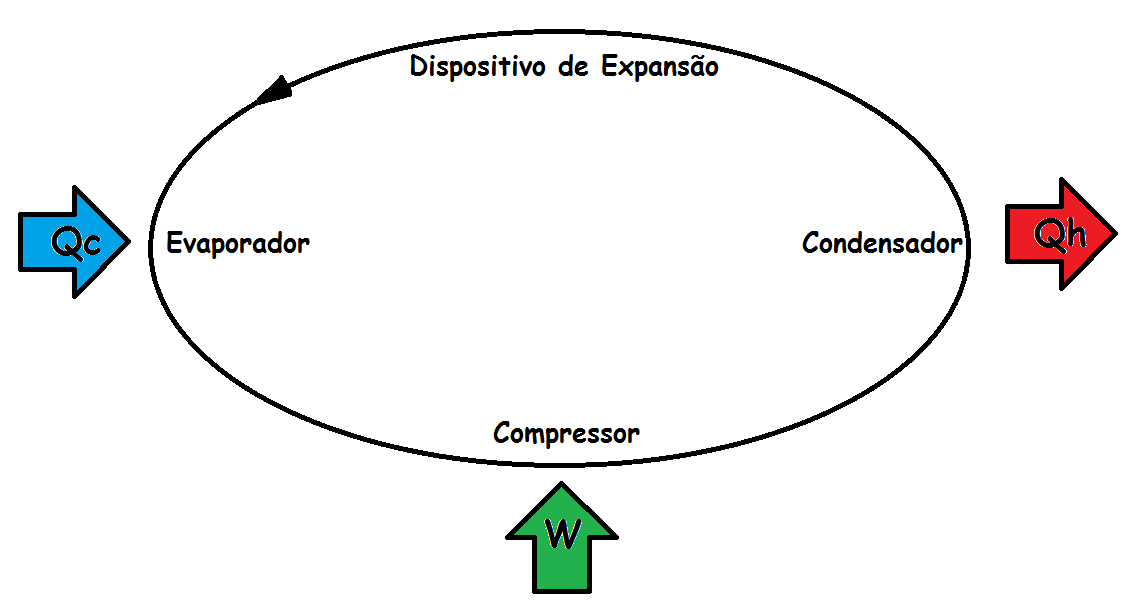
Ciclo de climatização veicular e a Segunda Lei da Termodinâmica.

O condicionador de ar automotivo e a 2ª Lei da Termodinâmica
Conforme a Segunda Lei da Termodinâmica:
{\displaystyle Qh=W+Qc}
onde "Qh" e "Qc" são, respectivamente,os calores liberados e retirados dos reservatórios quente e frio; e W é o trabalho realizado/fornecido.
No sistema de climatização automotiva:
-"Qh" é o calor liberado no condensador.
-"W" é o trabalho realizado pelo compressor.
-"Qc" é o calor recebido pelo evaporador.
O calor liberado pelo veículo é, em um ciclo real, maior que a soma do trabalho e do calor retirado do interior do automóvel, principalmente devido ao atrito no interior das tubulações, à influência da radiação solar, etc.
O fluido refrigerante
Inicialmente, o CFC-12 (um clorofluorocarboneto) foi amplamente utilizado nos sistemas de refrigeração, todavia, devido a sua contribuição para a redução da camada de ozônio, foi substituído pelo HFC-134 (um hidrofluorocarboneto), fluido não inflamável, nem tóxico, que é o mais utilizado atualmente.   

### Ar condicionados portáteis

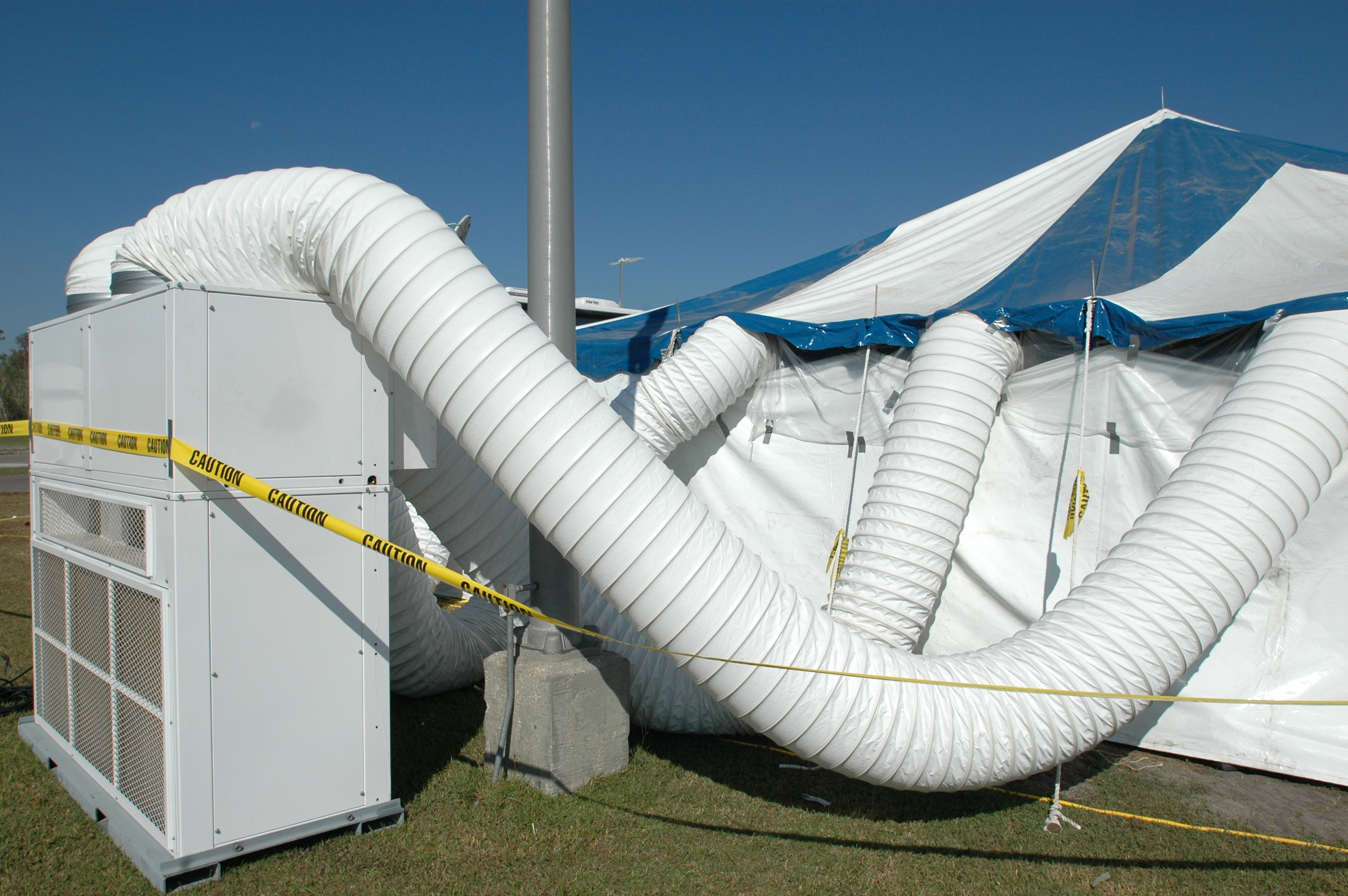
Unidade exterior de um ar condicionado portátil, usado para climatizar uma tenda.

Um aparelho portátil de ar condicionado consiste num equipamento montado sobre rodas, o que lhe permite ser facilmente deslocado de um lado para o outro, dentro de uma casa ou escritório. Existem atualmente aparelhos portáteis com potências entre as 6000 e as 60 000 Btu/h (1800 — 18 000 W), que podem ou não incluir resistências elétricas de aquecimento. Os ares condicionados portáteis podem ser refrigerativos ou evaporativos.
Os aparelhos portáteis de ar condicionado refrigerativo podem ser de dois tipos: de split ou de mangueira. Estes sistemas funcionam com um refrigerante baseado num compressor, sendo arrefecidos a ar, o que significa que usam o ar para a permuta de calor, da mesma forma que um ar condicionado típico de um automóvel ou doméstico. Um sistema desses desumidifica o ar ao mesmo tempo que o arrefece. Recolhe a água condensada do ar arrefecido e produz ar quente que deverá ser ventilado para fora do espaço a climatizar. Ao fazer isso, transfere o calor do ar do espaço climatizado para o ar exterior.
Um sistema split portátil inclui uma unidade interior assente sobre rodas, ligada a uma unidade exterior — semelhante às unidades exteriores dos sistemas split fixos — através de tubos flexíveis.
Nos sistemas baseados em mangueira — que podem ser ar-ar ou monobloco — o ar é ventilado com o exterior através de uma conduta flexível em forma de mangueira. Nos sistemas monobloco, a água é recolhida num balde ou tabuleiro que, quando cheio, provoca a paragem do sistema. No sistema ar-ar, a água é reevaporada e descarregada através de um esgoto de condensados, o que lhe permite funcionar continuamente. Nos sistemas de conduta única, o ar é retirado ao espaço climatizado para arrefecer o condensador, ventilando-o depois para o exterior. Este ar é substituído por ar mais quente do exterior ou de outros espaços, reduzindo assim a eficiência da climatização. Os aparelhos mais modernos, poderão ter um coeficiente de desempenho ("eficiência") de aproximadamente 3, ou seja, 1 kW de eletricidade irá produzir 3 kW de arrefecimento. Nos sistemas de dupla conduta, o ar utilizado para arrefecimento do condensador é retirado ao exterior e não ao espaço climatizado, existindo assim mais eficiência que nas unidades de conduta única.
Os sistemas evaporativos não dispõem de compressor nem de condensador. A água líquida é evaporada através das serpentinas de arrefecimento, libertando vapor para o espaço climatizado. A água em evaporação absorve uma quantidade significativa de calor (calor latente de evaporação), arrefecendo o ar. Este sistema é semelhante ao mecanismo natural dos humanos e de outros animais, que se arrefecem através da transpiração. As desvantagens deste sistema são que, a não ser que a umidade seja reduzida, o arrefecimento é limitado, sendo o ar arrefecido bastante úmido, o que pode provocar a sensação de frio. A suas grandes vantagens são os factos de não necessitarem de condutas de ventilação para o exterior, tornando-os verdadeiramente portáteis, de terem uma instalação mais fácil e económica e de consumirem menos energia que os sistemas refrigerativos.

### Bombas de calor
É designado "bomba de calor" um tipo de sistema de ar condicionado no qual o ciclo de refrigeração é reversível, podendo produzir calor em vez de frio no interior do espaço climatizado. Este tipo de sistema é também referido como "ar condicionado de ciclo inverso". Usar um ar condicionado desta forma, para produzir calor, é significativamente mais eficiente que o aquecimento realizado através de resistências elétricas. Os proprietários de algumas casas optam por instalar um sistema de bomba de calor que, na prática, consiste num sistema de ar condicionado central que inclui a funcionalidade de bomba de calor, utilizada com o ciclo inverso no inverno. Quando a bomba de calor é ativada, a serpentina de evaporação interior muda de função e torna-se serpentina de condensação, passando a produzir calor. A unidade de condensação exterior também muda de função, para servir de evaporadora, produzindo ar frio.
As bombas de calor são mais populares nas regiões com temperaturas moderadas (4 °C — 13 °C), uma vez que, com temperaturas extremamente frias, se tornam ineficientes. Isto acontece devido à formação de gelo que ocorre na serpentina exterior, que leva ao bloqueio do fluxo do ar através da mesma. Para compensar isto, um sistema de bomba de calor terá que ser reinvertido para o modo de ciclo regular, tornando a serpentina exterior a funcionar como condensadora para aquecer o gelo e descongelá-lo. Um sistema destes teria assim que estar equipado com uma resistência elétrica de aquecimento interior, que seria ativada apenas quando o modo de ciclo regular funcionasse, de modo a compensar e neutralizar a entrada de ar frio. O problema do congelamento torna-se muito mais prevalecente com temperaturas exteriores mais baixas. Assim, frequentemente, as bomas de calor são instaladas em série com sistemas mais convencionais de aquecimento, como são o caso das caldeiras a gás natural, as quais podem ser usadas em substituição das bombas de calor, durante as temperaturas mais severas de inverno. este caso, a bomba de calor é usada eficientemente durante as temperaturas moderadas, sendo o sistema mudado para o aquecimento convencional nas temperaturas mais baixas.
As bombas de calor de absorção são, na realidade, uma espécie de bombas de calor de fonte de ar, mas não dependem da eletricidade para funcionar. Em vez disso, o o gás, a energia solar ou a água aquecida são usados como fonte principal de energia. Além disso, não é usado nenhum refrigerante no processo. Para extrair calor, uma bomba de aborção absorve amónia na água. A seguir, a mistura de água e amónia é pressurizada para se induzir a ebulição da amónia.
Alguns aparelhos de ar condicionado de janela mais dispendiosos incluem a função de bomba de calor. Contudo, uma unidade de janela com a função de aquecimento pode não estar necessariamente equipada com uma bomba de calor e sim com uma resistência elétrica de aquecimento.